# Distretto di Jaedepo
Il distretto di Jaedepo è un distretto della Liberia facente parte della contea di Sinoe.